# Semljicola qixiensis
Semljicola qixiensis är en spindelart som först beskrevs av Gao, Zhu och Fei 1993.  Semljicola qixiensis ingår i släktet Semljicola och familjen täckvävarspindlar. Inga underarter finns listade i Catalogue of Life.